# 国家重点保护湿地名录
国家重点保护湿地名录，是中国国家环境保护总局为在中国一些重点地区先行开展湿地生态保护工作，而于1994年11月4日发布的一份湿地保护名单。
- 天津
  - 北大港湿地

- 河北
  - 白洋淀湿地

- 内蒙古
  - 呼伦湖湿地
  - 淖尔河湿地
  - 居延海湿地

- 辽宁
  - 辽河三角洲湿地
  - 鸭绿江口湿地

- 吉林
  - 向海湿地
  - 莫莫格湿地

- 黑龙江
  - 小兴凯湖湿地
  - 乌裕尔河（扎龙）湿地
  - 浓江——沃里兰河（洪河）湿地

- 山东
  - 黄河三角洲湿地
  - 微山湖湿地

- 江苏
  - 盐城沿海湿地

- 上海
  - 崇明岛东滩湿地

- 江西
  - 鄱阳湖湿地

- 福建
  - 深泸湾湿地
  - 九龙江口湿地

- 湖北
  - 洪湖湿地

- 湖南
  - 洞庭湖湿地

- 广西
  - 北海红树林湿地

- 海南
  - 东寨港红树林湿地
  - 西沙群岛东岛湿地

- 四川
  - 若尔盖高原湿地

- 贵州
  - 威宁草海湿地

- 云南
  - 腾冲北海湿地

- 西藏
  - 玛芳雍错和拉昂错地区湿地

- 青海
  - 隆宝滩湿地
  - 长江河源湿地
  - 黄河河源湿地

- 新疆
  - 博斯腾湖湿地
  - 巴音布鲁克湿地

上述国家重点保护湿地之大部实已并入经于2000年公布的《中国重要湿地名录》中，下为国家林业局等17部委编制的《中国湿地保护行动计划·中国重要湿地名录》中确定的国家重要湿地：

## 东北地区
- 三江平原东北部湿地
- 七星河和挠力河流域湿地
- 七虎林河和阿布沁河中下游湿地
- 镜泊湖湿地
- 长吉岗湿地
- 穆棱河下游月牙湖和虎口湿地
- 汤旺河流域湿地
- 兴凯湖湿地
- 嫩江源头区湿地
- 乌裕尔河流域湿地
- 呼玛河湿地
- 龙江哈拉海湿地
- 五大连池湿地
- 长白山熔岩台地沼泽区
- 松花湖湿地
- 龙沼沼泽
- 月亮泡湿地
- 查干湖湿地
- 向海湿地
- 莫莫格湿地
- 大布苏自然保护区的湿地

## 华北地区
- 鸭绿江湿地
- 辽河三角洲湿地
- 密云水库湿地
- 昌黎黄金海岸湿地
- 天津古海岸湿地
- 天津北大港湿地
- 滦河河口湿地
- 白洋淀湿地
- 北戴河沿海湿地
- 沧州南大港湿地
- 张家口坝上湿地
- 衡水湖湿地
- 青铜峡库区湿地
- 三门峡库区湿地
- 豫北黄河故道沼泽区湿地
- 南四湖区湿地
- 北五湖湿地
- 荣成湿地
- 黄河三角洲和莱洲湾湿地
- 庙岛群岛湿地
- 黄垒河和乳山河河口湿地
- 大沽夹河河口和胶州湾湿地

## 华中地区
- 宿鸭湖湿地
- 盐城滨海湿地
- 洪泽湖湿地
- 高邮湖湿地
- 崇明岛湿地
- 金山三岛湿地
- 长兴岛和横沙岛
- 太湖湿地
- 石臼湖湿地
- 扬子鳄自然保护区的湿地
- 巢湖湿地
- 升金湖湿地
- 太平湖湿地
- 网湖湿地
- 洪湖湿地
- 梁子湖群湿地
- 石首天鹅洲长江故道区湿地
- 洞庭湖湿地
- 鄱阳湖湿地
- 千岛湖湿地
- 庵东沼泽区湿地
- 灵昆岛东滩湿地
- 南麂列岛自然保护区湿地
- 三都湾湿地
- 福清湾湿地
- 大瑶山自然保护区中的湿地

## 西南地区
- 洋县朱鹮栖息区湿地
- 丹江口库区湿地
- 红枫湖湿地
- 威宁草海湿地
- 滇池湿地
- 抚仙湖湿地
- 异龙湖湿地
- 洱海湿地
- 程海湿地
- 泸沽湖湿地
- 碧塔海湿地
- 纳帕海湿地
- 丽江拉市海湿地
- 昭通大山包湿地
- 会泽黑颈鹤栖息区湿地

## 华南地区
- 晋江河口和泉州湾湿地
- 九龙江河口湿地
- 东山湾湿地
- 深沪湾湿地
- 深圳后海湾湿地
- 珠江三角洲湿地
- 东寨港湿地
- 清澜港和文昌湿地
- 洋浦港湿地
- 三亚珊瑚礁自然保护区湿地
- 大洲岛自然保护区湿地
- 西沙群岛湿地
- 钦州湾湿地
- 澄碧河水库湿地
- 山口红树林区湿地
- 北仑河口
- 淡水河河口湿地
- 兰阳溪河口湿地
- 大肚溪河口湿地
- 台南北门湿地
- 台东大坡池湿地
- 日月潭湿地
- 米埔及深圳湾湿地
- 镇海湾红树林湿地

## 内蒙古地区
- 乌梁素海湿地
- 岱海湿地
- 察干湖和安固里湖湿地
- 查干淖尔和巴哈湖湿地
- 达里诺尔湿地
- 乌拉盖沼泽区湿地
- 科尔沁湿地
- 呼伦湖湿地
- 红碱淖湿地

## 西北地区
- 居延海湿地
- 阿牙克库木湖湿地
- 塔里木河下游尉犁湿地
- 博斯腾湖湿地
- 巴里湖湿地
- 巴音布鲁克湿地
- 赛里木湖湿地
- 艾比湖湿地
- 克拉玛依湖湿地
- 玛纳斯湖湿地
- 喀纳斯湖湿地
- 乌伦古湖和吉力湖湿地
- 阿尔泰山东南部湿地
- 布伦口湖群湿地
- 叶尔羌河流域湿地
- 阿克苏湿地
- 渭干河流域湿地
- 伊犁河湿地
- 乌鲁木齐河湿地

## 青藏地区
- 鲸鱼湖湿地
- 阿其克库勒湖湿地
- 若尔盖高原沼泽湿地
- 尕海湿地
- 九寨沟湿地
- 青海湖湿地
- 茶卡盐湖湿地
- 冬给措纳湖湿地
- 鄂陵湖湿地
- 扎陵湖湿地
- 隆宝滩湿地
- 依然错湿地
- 多尔改错湿地
- 卓乃湖湿地
- 库赛湖湿地
- 哈拉湖湿地
- 托素湖和克鲁克湖湿地
- 柴达木盆地中的湿地
- 苏干湖和小苏干湖湿地
- 尕斯库勒湖湿地
- 玛多湖湿地
- 黄河源区岗纳格玛错湿地
- 羌塘地区的湖泊湿地
- 美马错湿地
- 羊卓雍错湿地
- 大加错湿地
- 马河沼泽区湿地
- 玛芳雍错和拉昂错湿地
- 班公湖湿地
- 大竹卡河沼泽区湿地
- 聂荣、安多沼泽区湿地
- 那曲沼泽湿地
- 班戈湖群沼泽湿地
- 色林错沼泽湿地
- 马泉河流域沼泽湿地
- 乌马曲沼泽湿地
- 羊八井沼泽湿地
- 纳木错沼泽湿地

比较两份名录，可知除腾冲北海湿地外，浓江—沃里兰河（洪河）湿地已并入三江平原东北部湿地；小兴凯湖湿地并入兴凯湖湿地；微山湖湿地并入南四湖区湿地；西沙群岛东岛湿地并入西沙群岛湿地。
《中国重要湿地名录》除有中国内地之重要湿地，也将台湾、香港地区的重要湿地列入其中。台湾方面则于2007年12月划定了75处“台湾国家重要湿地”，将台湾本岛及金门、连江马祖等地之重要湿地按重要性区分为国际级湿地（2处）、国家级湿地（41处）和地方级湿地（32处），下为其中之国际级湿地和国家级湿地：
- 国际级湿地：曾文溪口湿地、四草湿地；
- 国家级湿地：梦幻湖湿地、关渡湿地、大汉新店湿地、挖子尾湿地、淡水河红树林湿地、五股湿地、桃园埤圳湿地、新丰湿地、鸳鸯湖湿地、香山湿地、七家湾溪湿地、高美湿地、大肚溪口湿地、鳌鼓湿地、好美寮湿地、布袋盐田湿地、八掌溪口湿地、北门湿地、官田湿地、七股盐田湿地、盐水溪口湿地、楠梓仙溪湿地、大鬼湖湿地、洲仔湿地、南仁湖湿地、龙銮潭湿地、新武吕溪湿地、大坡池湿地、卑南溪口湿地、小鬼湖湿地、花莲溪口湿地、马太鞍湿地、双连埤湿地、兰阳溪口湿地、五十二甲湿地、无尾港湿地、南澳湿地、青螺湿地、慈湖湿地、清水湿地、嘉南埤圳湿地。

据此分析，除《中国重要湿地名录》中的日月潭湿地外其余5处台湾湿地两份名录均有收录。日月潭湿地已因水库之兴建而消亡，因此亦不见于“台湾国家重要湿地”中之地方级湿地。